# Duke of Cleveland

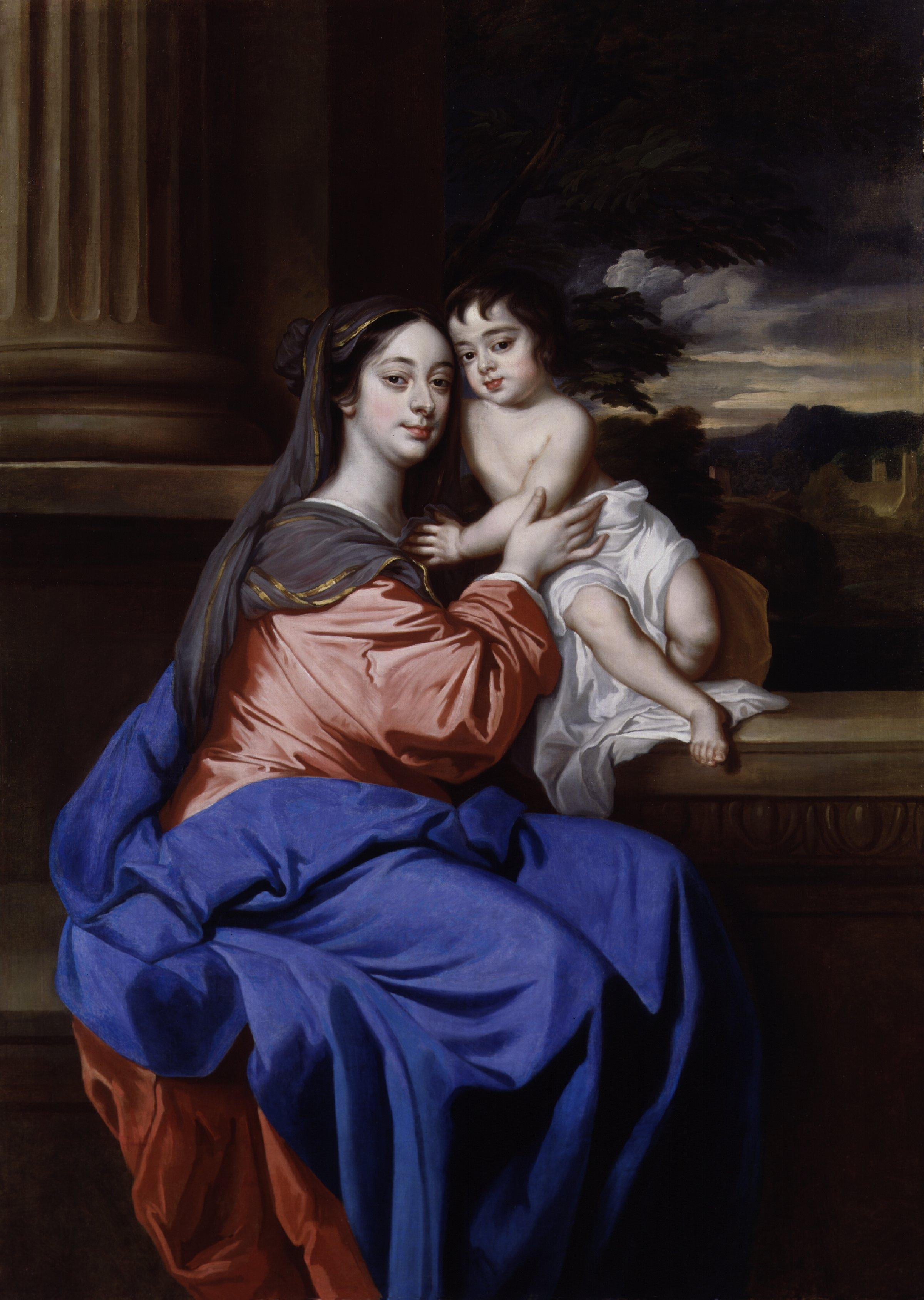
Barbara Palmer, 1. Duchess of Cleveland, mit ihrem Sohn Charles FitzRoy, um 1664

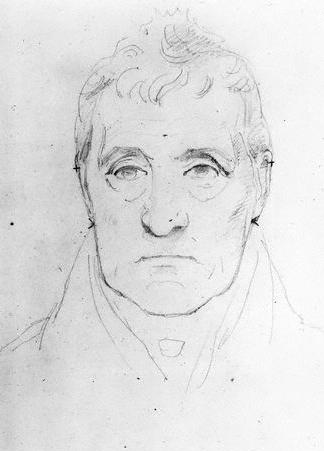
William Vane, 1. Duke of Cleveland, um 1820

Duke of Cleveland war ein erblicher britischer Adelstitel, der einmal in der Peerage of England und einmal in der Peerage of Great Britain verliehen wurde. Der Titel ist nach der Region Cleveland in Nordengland benannt.

## Verleihungen und nachgeordnete Titel
Erstmals wurde der Titel am 3. August 1670 in der Peerage of England für Barbara Palmer, eine Mätresse König Karls II., geschaffen. Zusammen mit dem Dukedom wurden ihr die nachgeordneten Titel Countess of Southampton und Baroness Nonsuch, of Nonsuch in the County of Surrey, verliehen. Die Titel wurden ihr mit dem besonderen Zusatz verliehen, dass sie nacheinander auch an ihre beiden gemeinsamen unehelichen Söhne Charles und George vererbbar seien, die damals noch als Söhne von Barbaras Ehemann Roger Palmer, 1. Earl of Castlemaine galten und erst um 1674 als Söhne des Königs anerkannt wurden. Als Ersterer sie bei ihrem Tod 1709 beerbte, war er bereits am 10. September 1675 in der Peerage of England zum Duke of Southampton, Earl of Chichester und Baron Newbury, of Newbury in the County of Berks, erhoben worden. Die Titel erloschen beim Tod seines Sohnes, des 3. Dukes of Cleveland, am 18. Mai 1774.
In zweiter Verleihung wurde der Titel am 29. Januar 1833 in der Peerage of the United Kingdom für William Vane, 1. Marquess of Cleveland, einen Großneffen des letzten Dukes erster Verleihung, geschaffen, zusammen mit dem nachgeordneten Titel Baron Raby, of Raby Castle in the County of Durham. Bereits 1792 hatte er von seinem Vater die Titel Earl of Darlington und Viscount Barnard, beide 1754 in der Peerage of Great Britain geschaffen, sowie Baron Barnard, 1698 in der Peerage of England geschaffen, geerbt. Am 17. September 1827 war er zudem zum Marquess of Cleveland erhoben worden. Dem ersten Duke folgten nacheinander seine drei Söhne, die allerdings alle kinderlos starben. Beim Tod des 4. Dukes, am 21. August 1891, erloschen somit das Dukedom und alle nachgeordneten Titel, mit Ausnahme der Baronie Barnard, die an einen entfernten Verwandten fiel.

## Liste der Dukes of Cleveland

### Dukes of Cleveland (1670)
- Barbara Palmer, 1. Duchess of Cleveland (1640–1709)
- Charles FitzRoy, 2. Duke of Cleveland, 1. Duke of Southampton (1662–1730)
- William FitzRoy, 3. Duke of Cleveland, 2. Duke of Southampton (1698–1774)

### Dukes of Cleveland (1833)
- William Vane, 1. Duke of Cleveland (1766–1842)
- Henry Vane, 2. Duke of Cleveland (1788–1864)
- William Vane, 3. Duke of Cleveland (1792–1864)
- Harry Powlett, 4. Duke of Cleveland (1803–1891)